# R-29
Le R-29 Vysota (Code OTAN : SS-N-8 Sawfly) est une série de missiles mer-sol russe à propergol liquide et conçue par le Bureau d'étude Makeïev. Le premier lancement a lieu en 1969 et après plusieurs variantes il est adapté pour le lancement de satellites artificiels commerciaux sous le nom de Volna.

## Histoire
Bien que le premier lancement ait lieu en 1969, la conception du R-29 est achevée en 1973. Le R-29 est utilisé par la marine soviétique puis la  marine russe pour plusieurs de ses sous-marins lanceurs d'engins de classe Delta.
Une adaptation pour le lancement de satellites commerciaux est décidée. Ce lanceur est nommé Volna et le premier lancement a lieu en 1995.

## Variantes

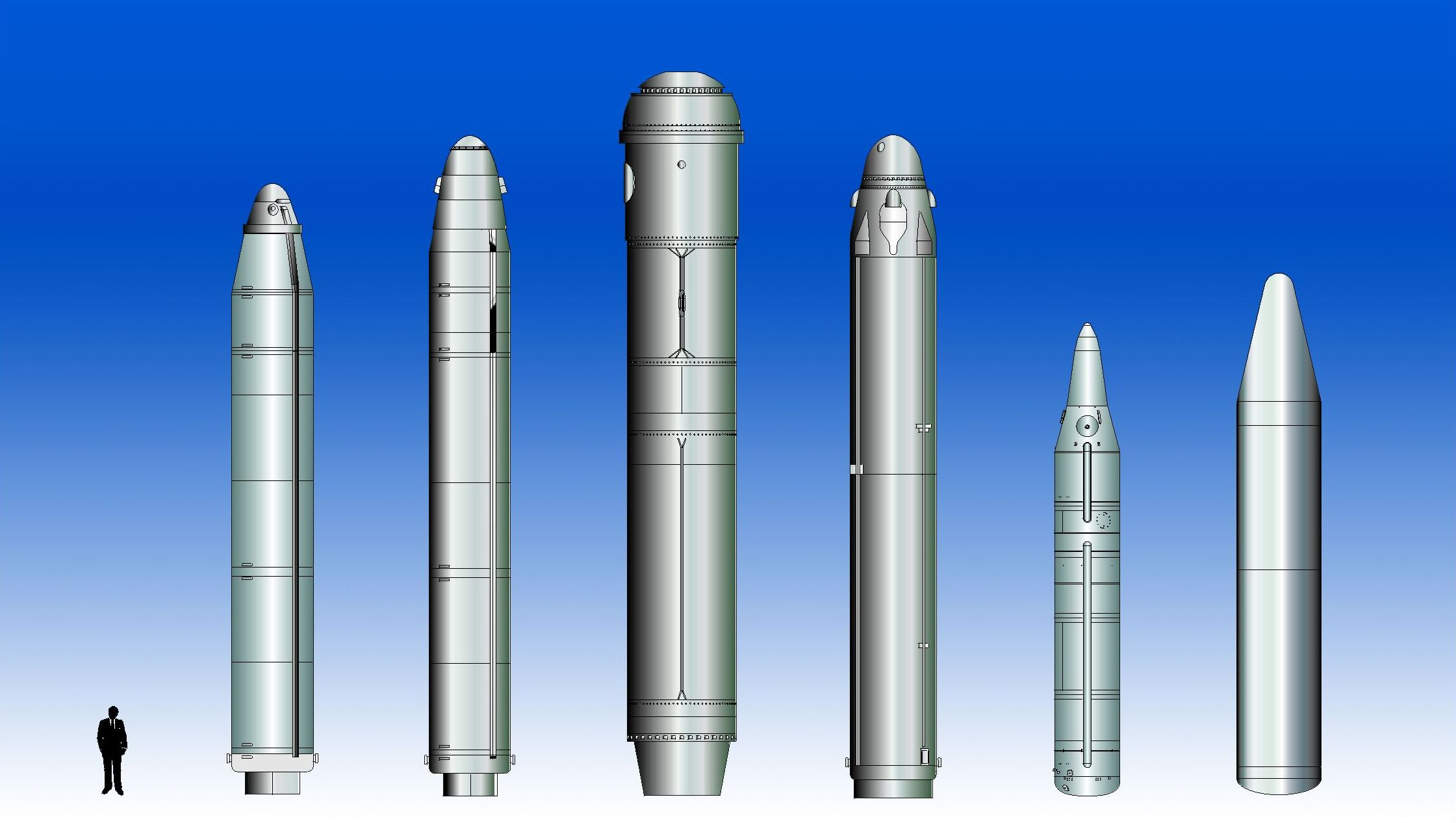
Comparaison des missiles mer-sol R-29, R-29RL, R-39, R-29RM, JL-1 et JL-2 (Chine)

- R-29
- R-29D
- R-29K
- R-29R
- R-29RL
- R-29RM
- R-29RMU (en)

## Référence
1. ↑  (en) Mark Wade, « R-29 », 2008 (consulté le 1er février 2022)